# خنده و کفاره
خنده و کفاره (به اسپانیایی: Risa y penitencia) یکی از جستارهای ادیب مکزیکی، اکتاویو پاز است که در چند مجموعه کتاب از آثار او منتشر شده‌است.
این جستار نخست در سال ۱۹۶۲ در بخشی از کتاب جادوی خنده (به اسپانیایی: Magia de la risa) و سپس در سال ۱۹۷۱ در کتاب نشان‌های گردان (به اسپانیایی: Los signos en rotación y otros ensayos)آورده می‌شود. همچنین بعدها در سال ۱۹۸۳ دو مترجم فرانسوی (کلود استبان و ژان-کلود ماسون) مجموعه ای از آثار و نوشته‌های پاز را در کتابی تحت عنوان همین جستار (به فرانسوی: Rire et pénitence: ART ET HISTOIRE) گردآوری و ترجمه می‌کنند که انتشارات گالیمارد آن را منتشر می‌کند.
در ابتدای این جستار می‌خوانیم:
 در اعماق، خنکایی از میان چیزها می‌گذرد، در طول شب آنها در دل سایه‌ها گم شده و هویتشان را از دست می‌دهند، حالا، نه بدون درنگ نور جان دوباره ای به آن‌ها می‌بخشد.

## پیوند بیرونی
جستار خنده و کفاره به اسپانیایی

## پی‌نوشت
1. ↑  http://www.elem.mx/obra/datos/207996
2. ↑  http://www.elem.mx/obra/datos/222575
3. ↑  http://www.gallimard.fr/Catalogue/GALLIMARD/Les-Essais/Rire-et-penitence
4. ↑  اکتاویو پاز. "خنده و کفاره" (به اسپانیایی). bibliotheca scriptorum comicorum. Archived from the original on 18 April 2021. Retrieved 29 فروردین 99. {{cite web}}: Check date values in: |تاریخ بازدید= (help)